# Glomerulna ovojnica
Glomerulna ali Bowmanova ovojnica (kapsula) je ovojnica ledvičnega glomerula, iz notranjega lista, ki obdaja kapilare in ga tvorijo podociti, in zunanjega lista iz enoskladnega ploščatega epitelija ledvične cevke. Predstavlja začetno strukturo tubularnega sistema nefrona v sesalčjih ledvicah in opravlja prvi korak filtracije krvi pri nastajanju seča. Filtrirana tekočina iz krvi (glomerulni filtrat) se zbira v glomerulni ovojnici ter se nadalje preoblikuje do končne oblike seča. Ta proces se imenuje ultrafiltracija.

## Anatomija
Strukturo glomerulne ovojnice sestavljajo naslednji sloji, našteti od zunaj navznoter:
| Zunanji list (parietalni sloj)  | Plast enoskladnega ploščatega epitelija, ki nima vloge pri sami filtraciji. |
| Bowmanov prostor                | Prostor med zunanjim in notranjim listom, kamor vstopa filtrat po prehodu notranjega lista skozi špranje med podociti. |
| Notranji list (visceralni sloj) | Leži tik nad odebeljeno glomerulno bazalno membrano in ga sestavljajo podociti. Pod notranjim listom se nahajajo glomerularne kapilare. |
| Filtracijska pregrada           | Filtracijsko pregrado predstavljajo fenestrirani epitelij glomerulnih kapilar, bazalna lamina endotelijskih celic in membrana podocitov ter špranje med podociti. Pregrada prepušča iz krvi v Bowmanov prostor vodo, ione in majhne molekule, preprečuje pa prehod večjih in/ali negativno nabitih beljakovin, npr. albumina. |

|  | A - ledvično telesce B - proksimalni tubul C - distalni zviti tubul D - jukstaglomerulni aparat 1. bazalna membrana 2. Bowmanova ovojnica – parietalni sloj 3. Bowmanova ovojnica – visceralni sloj 3a. prstasti podaljšek podocita 3b. podocit 4. Bowmanov prostor 5a. mezangij – intraglomerulna celica 5b. mezangij – ekstraglomerulna celica 6. granularne celice (jukstaglomerulne celice) 7. macula densa 8. miociti (gladko mišičje) 9. aferentna arteriola 10. glomerulne kapilare 11. eferentna arteriola |

## Fiziologija
Proces filtracije krvi v Bowmanovi ovojnici se imenuje ultrafiltracija oziroma glomerulna filtracija. Normalna hitrost filtracije znaša 125 ml/min, kar pomeni, da se celotna prostornina krvi v enem dnevu prefiltrira 36-krat. 
Ovojnico lahko prehajajo vse beljakovine, manjše od okoli 30 kilodaltonov, čeprav dodatno oviro predstavlja negativni naboj molekul, ker so tudi bazalna membrana in podociti negativno nabiti.
V Bowmanov prostor prosto prehajajo majhne molekule, kot so voda, glukoza, natrijev klorid, aminokisline in sečnina, ne pa krvne celice in večje molekule.
Posledično je filtrat, ki zapušča Bowmanovo ovojnico in prehaja v proksimalni zviti tubul, po sestavi podoben krvni plazmi.

## Klinični pomen
Ocena glomerulne filtracije (GFR, angl. glomerular filtration rate) je diagnostični test za ugotavljanje ledvične funkcije. Zmanjšana hitrost glomerulne filtracije je lahko znak ledvične odpovedi.